# Renault Type GS e Type IG
Le Type GS e Type IG sono due autovetture di classe media prodotte dal 1920 al 1925 dalla Casa automobilistica francese Renault.

## Profilo
Destinate a sostituire la Type EF, oramai fuori listino da 4 anni le Type GS e IG raccolsero alla perfezione l'eredità lasciata dall'antenata. Furono lanciate però già nel 1919 al Salone di Parigi: in quell'occasione debuttò anche la Citroën Type A, una vettura che tra l'altro riscosse anche un buon successo, segnale questo di come i tempi andavano cambiando e di come la concorrenza stesse facendosi sempre più agguerrita. 
Le Type GS e IG erano equipaggiate con un motore a 4 cilindri da 2120 cm³. Nonostante tale cilindrata facesse pensare a delle vetture di classe più alta, le Type GS e IG avevano dalla loro un prezzo notevolmente economico, al punto di rivaleggiare direttamente con il neonato modello della debuttante Citroën. Del resto, anche le stesse dimensioni di tali vetture le collocavano in un ambito più da vettura media che da vettura di classe superiore. Erano infatti lunghe solo 3.47 m, un ingombro da vettura decisamente inferiore. Nonostante ciò, le finiture erano decisamente raffinate, da vettura di livello più alto. Tra le caratteristiche principali di tali vetture, per la prima volta su una Renault troviamo la guida a sinistra. Le sospensioni posteriori erano a molle trasversali, mentre le ruote disponevano di gomme piene. Furono proposte in molte versioni: oltre alla classica torpedo, vi furono anche limousine e addirittura furgone e omnibus. Ne fu realizzata anche una versione a passo allungato denominata Type II, che manteneva la stessa meccanica. Furono oltretutto le prime Renault a essere prodotte su catena di montaggio. Fu sostituita nel 1927 dalla  KZ.